# The Rabble
The Rabble es una banda de punk rock de Auckland, Nueva Zelanda, que se formó en el verano de 2001.

## Historia
The Rabble son fuertes creyentes en la actitud de DIY. De escribir y grabar su propia música y vídeos musicales, con la ayuda de amigos y familiares. Su Webside está fuera de su página de myspace ahora, y más se liberan cada 2 semanas. Ellos colaboraron con Mark oculto de la banda de Boston The Unseen para crear la canción / video de «This World is Dead» de su más reciente álbum The Battle’s Almost Over. The Rabble estuvo en gira en el Reino Unido y Europa desde agosto hasta enero de 2009, así como la escritura y grabación de su siguiente álbum. 6 pistas de batería fueron grabadas en los estudios de York Street en Auckland a principios de 2008, y el bajo y las guitarras están dando seguimiento en el número 8 de alambre estudio de grabación, una vez más por Chazz Rabble. La banda dice que se siente que este próximo álbum volverá a ser un paso adelante de su pasado, «es más maduro y aún adictivo y divertido.» También ha habido rumores de más vocalistas invitados a aparecer en el próximo álbum.

## Miembros
- Chazz rabble - voz, guitarra
- Jamie rabble - voz, bajo
- Rupe rabble - voz,  batería

## Discografía
- [2006] No Clue, No Future
- [2006] This Is Our Lives! [EP]
- [2008] The New Generation"
- [2007] The Battles Almost Over
- [2011] Life is a Journey